# Free Wales Army
Die Free Wales Army (FWA, Armee Freies Wales, kymrisch Byddin Rhyddid Cymru) war eine paramilitärische nationalistische Organisation, welche für die Unabhängigkeit Wales’ von England eintrat.
Die FWA wurde 1963 von Cayo Julian Evans, Tony Lewis und Dennis Coslett gegründet und umfasste zu keinem Zeitpunkt mehr als 20 Mitglieder. Die Organisation, welche nie einen Anschlag ausführte, wurde von Sicherheitskräften, Medien und Öffentlichkeit bis 1969 zumeist als Verein bizarrer Exzentriker angesehen, von welchem keine Gefahr ausging. Bekannt wurde die FWA durch das Paradieren in Uniformen an historisch wichtigen Orten in Wales (wie Machynlleth, dem Sitz des walisischen Parlaments Owain Glyndŵrs 1404) und vor allem durch ihre Kommuniques, in welchen beispielsweise davon gesprochen wurde, dass in den walisischen Bergen tausende Unabhängigkeitskämpfer nur auf ein Signal zur Erhebung gegen England warten würden oder dass man mit Magnetminen bestückte Hunde gegen englische Panzer einsetzen wolle. Einige Waffen erwarb die FWA Mitte der sechziger Jahre von der IRA.
Die FWA geriet in den Blickwinkel der Sicherheitskräfte, als 1969 im Vorfeld der Investitur von Prinz Charles als Prince of Wales am 1. Juli 1969 in Caernarfon an mehreren Orten in Wales Bomben (welche wahrscheinlich nicht von der FWA, sondern der Mudiad Amddiffyn Cymru stammten) explodierten. Daraufhin wurden neun Mitglieder der FWA verhaftet, zwei Mitglieder – Julian Cayo Evans und Dennis Coslett – in Swansea vor Gericht gestellt und am 1. Juli, dem Tag der Investitur wegen Störung der öffentlichen Ordnung und Verschwörung zur Herbeiführung von Explosionen zu 15 Monaten Haft verurteilt.
Nach dem Prozess in Swansea zerfiel die FWA in kurzer Zeit. Cayo Julian Evans (1937–1995), der sich nach zeitgenössischen Einschätzungen aus Dokumenten der britischen Sicherheitsbehörden auf dem geistigen Stand eines Zwölfjährigen bewegte, belegte 2003/2004 bei der Online-Abstimmung „The 100 Welsh Heroes“ den 33. Platz und war damit beispielsweise noch vor Anthony Hopkins und dem Nationalheiligen Saint David platziert.